# Assassinat de Pim Fortuyn
Pim Fortuyn, polític neerlandès, fou assassinat per Volkert van der Graaf a Hilversum, Holanda del Nord, el 6 de maig de 2002, nou dies abans de les eleccions generals.
En diverses ocasions, Fortuyn havia expressat la seva por a ser assassinat: després de rebre un pastís a la cara a la presentació oficial del seu llibre De puinhopen van acht jaar Paars i, més cridaner, en una entrevista al programa televisiu Jensen!.

## Assassinat
Fortuyn tenia 54 anys quan fou assassinat per Volkert van der Graaf en un aparcament al costat de l'estudi radiofònic on Fortuyn acabava de realitzar una entrevista amb Ruud de Wild a la cadena 3FM. L'atacant fou perseguit pel xofer de Fortuyn, Hans Smolders, i fou arrestat poc després en possessió de l'arma del crim.

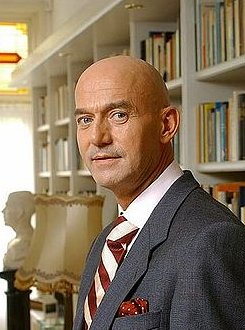
Fotografia de Fortuyn presa el 4 de maig, dos dies abans de la seva mort.

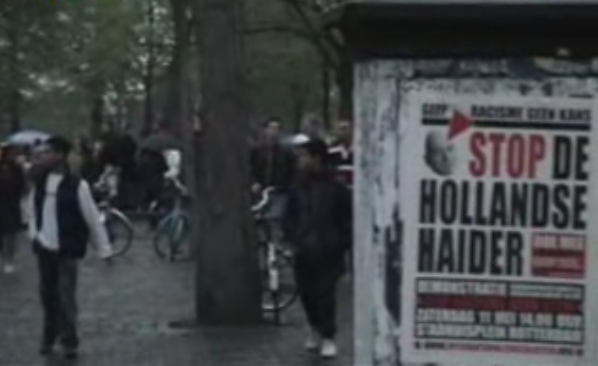
Fotografia d'un cartell proper a la casa de Fortuyn, a Rotterdam, que el mostra com el "Haider neerlandès", presa el 6 de maig, el dia de l'assassinat.

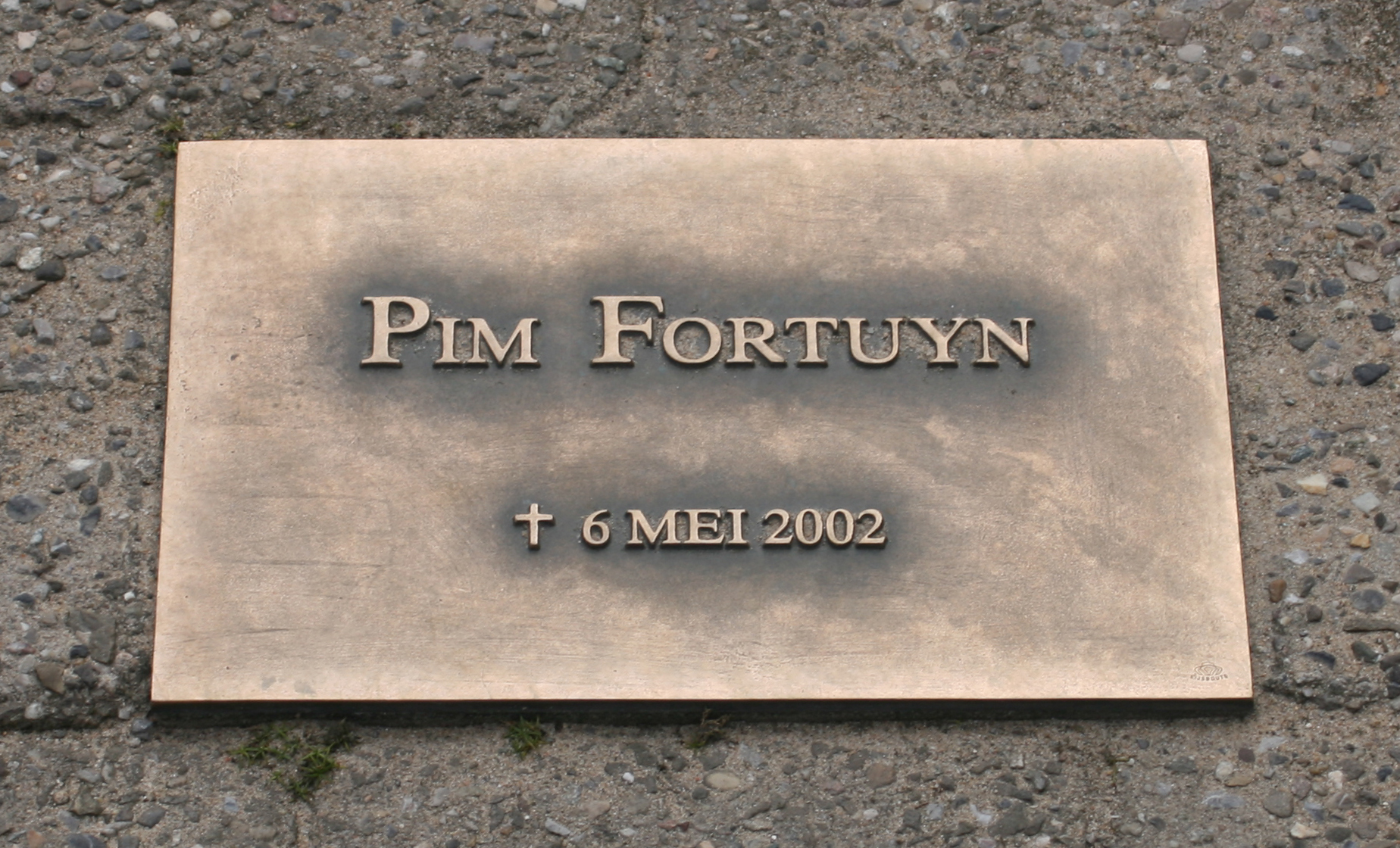
Placa commemorativa a l'aparcament on Fortuyn fou assassinat.

## Reacció
L'assassinat va tenir un gran impacte sobre bona part de la població dels Països Baixos, i va mostrar els xocs culturals que vivia el país. Es van produir diverses manifestacions violentes a Binnenhof el mateix vespre de l'assassinat. Polítics de tots els partits van suspendre la campanya en respecte a la mort de Fortuyn i, el seu partit, la Llista Pim Fortuyn. No obstant, les eleccions no es van endarrerir. D'acord amb les lleis neerlandeses, no era possible modificar les llistes, motiu pel qual Fortuyn es va convertir en candidat pòstum. La Llista Pim Fortuyn va aconseguir uns resultats inpensables per una llista que debutava a la Tweede Kamer, aconseguint 26 escons (el 17% dels 150 escons de la cambra). Aquest èxit va ser efímer, no obstant, ja que en les eleccions de l'any següent aquesta llista va veure reduïda la seva presència a 8 escons. Després de les eleccions del 2006 el partit no tenia cap escó a la cambra de representants neerlandesa.
El 15 d'abril de 2003 Volkert van der Graaf fou condemnat per assassinat i sentenciat a 18 anys de presó.
Es considera que Pim Fortuyn va canviar la cultura i l'abast de la política neerlandesa amb la seva ideologia, que passà a conèixers com Fortuynisme. Les eleccions de 2002 van destacar per les grans pèrdues del liberal Partit Popular per la Llibertat i la Democràcia i del socialdemòcrata Partit del Treball. Tots dos partits van substituir els seus líders poc després de les eleccions. La Llista Pim Fortuyn i la Crida Demòcrata Cristiana van aconseguir uns èxits importants. Alguns sectors van especular que la mort de Fortuyn podria haver jugat a favor dels resultats de la Llista.
La coalició de govern formada després de les eleccions, constituïda per la Crida Demòcrata Cristiana, la Llista Pim Fortuyn i el Partit Popular per la Llibertat i la Democràcia va caure després de tres mesos, principalment a causa dels conflictes entre els membres de la Llista Pim Fortuyn. En les eleccions següents, el partit va retrocedir fins als 8 escons a la cambra de diputats, i no va formar part del nou govern.
El 2004, en un programa de televisió Fortuyn fou escollit com De Grootste Nederlander ("El més gran neerlandès de tots els temps"), seguit per Guillem I d'Orange-Nassau, líder de la guerra d'independència que va establir l'estat precursor dels actuals Països Baixos. La validesa d'aquesta elecció, on els vots es feien per internet i telèfon, va ser qüestionat i descartat per ser fàcilment influenciat pels seguidors de Fortuyn. L'assassinat del director de cinema Theo van Gogh per comentaris crítics amb l'islam havia passat pocs dies abans de les votacions, i molts dels vots a Fortuyn han estat atribuïts a aquest fet. Poc després va resultar que Guillem I havia rebut més vots, molts dels quals no havien estat comptats abans que Fortuyn fos declarat vencedor a causa de problemes tècnics.
Després de la mort de Fortuyn, els polítics de dretes neerlandesos, inclosos antics ministres per la Integració i la Immigració com Rita Verdonk i Geert Wilders, van incrementar el seu perfil i preeminència.
A més, diverses teories conspiratòries van aparèixer al voltant de l'assassinat de Pim Fortuyn que van afectar profundament la política i la societat neerlandeses.